# Бојко Борисов
Бојко Методијев Борисов (буг. Бойко Методиев Борисов; Банкја, 13. јун 1959) бугарски је политичар. Борисов је бивши премијер Бугарске. На том положају налазио се од 2009. до 2013, по други пут од 7. новембра 2014. до 27. јануара 2017. и по трећи пут од 4. маја 2017. до 12. маја 2021. године.

## Биографија
Градоначелник Софије био је од 8. новембра 2005. до избора за премијера Бугарске. Након победе његове странке ГЕРБ на парламентарним изборима у јулу 2009, 27. јула 2009. године постао је 50. председник владе Бугарске.
За време премијерског мандата Бојка Борисова постао је актуелан план размештања НАТО ракетног штита, шта је изазвало лоше реакције са руске стране. Поред Бугарске на то је пристала и Румунија.
19. фебруара 2013. је поднео оставку на позицију премијера. Разлог су биле демонстрације широм земље после поскупљења струје.
Он је дугогодишњи такмичар и тренер каратеа и некадашњи телохранитељ.
Дана 17. марта 2022. године, током специјалне акције бугарске полиције, Борисов је ухапшен под оптужбом за злоупотребу средстава Европске уније.